# 렌츠부르크성
렌츠부르크성(독일어: Schloss Lenzburg)은 스위스 아르가우주의 렌츠부르크 구시가지에 자리 잡은 성이다. 이 성은 스위스에서도 가장 오래되고, 가장 중요한 성 중 하나이다. 성은 해발 504m의 높이로 거의 원형에 가까운 언덕 위에 서 있다. 주변 평야에서 약 100m 높이지만, 지름은 약 250m에 불과하다. 성의 가장 오래된 부분은 11세기에 렌츠부르크 백작이 성을 지은 것이다. 성, 역사박물관 및 신석기 시대 묘지가 있는 성 언덕은 국가적으로 중요한 유적지 목록에 등재되어 있다.

## 역사
눈에 띄는 언덕은 이미 선사 시대에 정착지였다. 예를 들어, 1959년에 신석기 시대 묘지가 주차장에서 발견되었다. 로마와 알레만 시대의 작은 유적도 있다.
전설에 따르면 옛날에 산허리의 동굴에 용이 살고 있었는데 두 명의 기사인 볼프람과 군트람에게 패배했다. 그들에게 은혜를 입은 사람들은 두 명의 렌츠부르크 백작을 만들고, 그들에게 언덕 꼭대기에 성을 지을 수 있는 권한을 주었다.

### 귀족

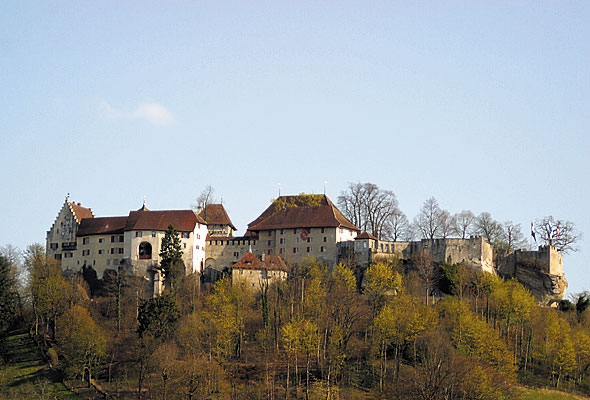
북쪽에서 본 성

1036년의 헌장에는 아르가우 백작 울리히가 있다. 그는 취리히에 있는 황제의 포그트이자, 베로뮌스터와 샤니스 수도원의 감독자였다. 성의 존재에 대한 최초의 확실한 기록은 1077년으로 거슬러 올라간다. 울리히의 손자이기도 한 동명의 울리히가 왕위 계승 논쟁에서 황제의 자리를 차지하고 두 명의 교황 사절을 반년 동안 투옥했다. 그 당시 렌츠부르크 백작은 스위스 고원에서 가장 중요한 봉건 영주 중 하나였으며, 황제와 긴밀한 관계를 유지했다.
이 가문은 1173년에 사라졌다. 렌츠부르크의 마지막 백작 울리히 4세는 그의 유언에 따라 황제 프리드리히 1세 바르바로사를 개인 후계자로 지명했다. 그들은 제2차 십자군 전쟁에 함께 참가했다. 황제는 렌츠부르크성에 와서 재산 분할을 개인적으로 감독하여, 대부분의 땅을 그의 아들인 부르고뉴의 팔라틴 오토 백작에게 넘겼다. 그러나 1200년 오토가 사망한 후 호엔슈타우펜 가문은 아르가우에서 철수할 수밖에 없었다. 인접한 두 귀족 가문(안데히스-메라니아 및 샬롱)을 거쳐 약 1230년에 렌츠부르크성이 결혼을 통해 키부르크 백작의 소유가 되었다. 그런 다음 그들은 오늘날의 렌츠부르크 마을인 캐슬힐의 서쪽 기슭에 요새화된 시장 정착지를 세웠다.
마지막 키부르크 백작인 하트만은 1264년에 아들을 낳지 못하고 사망했다. 합스부르크 백작이자 나중에 로마의 왕이 된 루돌프 1세는 상속인인 키부르크의 안나를 그의 보호 아래 두었고, 그녀는 나중에 합스부르크-라우펜부르크의 에베르하르트 1세와 결혼했다. 1273년 루돌프는 가난한 친척들로부터 재산을 물려받았고, 1275년에는 그곳에서 법정을 열었다. 그러나 합스부르크 왕가의 권력이 점점 더 오스트리아로 옮겨감에 따라 성은 지방 정부의 자리로 쇠퇴했다.
1306년 8월 20일, 렌츠부르크는 프리드리히 페어 백작으로부터 도시로서의 인가를 받았다. 1339년부터 티롤-오스트리아의 프리드리히 2세 백작이 성에 거주했다. 그는 왕의 딸과 결혼하기로 되어 있었다. 잉글랜드의 에드워드 3세는 이를 위해 기사회관을 지었지만, 1344년 신부를 한 번도 보지 못하고 사망했고, 건물은 불완전한 채로 남아 있었다. 1369년 이후에는 슐타이스-리비 가문이 성의 세입자가 되었다. 1375년에 성은 용병부대 구글러에게 포위 공격을 받았다.